# アフリカ型鉄過剰症
アフリカ型鉄過剰症（アフリカがたてつかじょうしょう、英: African iron overload）またはバンツー鉄沈着症（バンツーてつちんちゃくしょう、英: Bantu siderosis）は、アフリカ南部および中部のアフリカ系住民の間で最初に観察された鉄過剰症である。現在では、鉄の摂取量と遺伝的要因との相互作用によって引き起こされると考えられている。アフリカ系住民に観察される鉄過剰症に寄与している要因の1つが、食事中の鉄分の過剰である。これらの地域で自家醸造されたビールには市販品と比較して非常に多量の鉄が含まれており、鉄過剰症の原因となっている。こうした鉄過剰症はかつては都市部と村落部の双方で広くみられたが、都市部では市販品の普及に伴って減少した。しかしながら、村落部ではいまだに広くみられる疾患である。アフリカ系住民の一部は鉄過剰症の素因となる固有の変異をフェロポーチン遺伝子に有しており（そのためこの疾患はフェロポーチン病の一種である）、鉄分が過剰なビールとの接点を持たないアフリカ系アメリカ人などでもこの疾患が生じる場合がある。この疾患は瀉血療法または鉄キレート療法によって治療される場合がある。

## 症状と徴候
症状は人によって異なる場合があり、鉄蓄積の部位や程度に依存する。下に挙げる疾患のいくつかがみられるアフリカ系患者ではアフリカ鉄過剰症が考慮される。
- 肝腫大（英語版）
- 軽度から中等度の肝機能障害
- 線維症
- 門脈圧亢進症
- 腹水
- 肝硬変
- 糖尿病（膵臓への鉄蓄積による）
- 骨粗鬆症
- 心機能障害
- 肝細胞癌

## 機序
当初この疾患は、亜鉛めっきが施されていない鉄樽を用いて自家醸造ビールを貯蔵していたことが原因とされていた。こうした貯蔵法は鉄の酸化を加速し、ビール中の鉄濃度は上昇する。さらなる研究により、この種のビールを飲用している人々の中でも鉄過剰症が生じるのは一部のみであること、またこうしたビールとの接点を持たないアフリカ系住民（アフリカ系アメリカ人など）でも類似した症状が生じることが示された。その後、フェロポーチン遺伝子の多型がアフリカ系住民の鉄過剰症素因となっていることが発見された。

### 食事
鉄のポットやドラムで調製されたビールは、鉄の含有量が高くなる。市販されているビールの鉄含量は0.5 mg/Lであるのに対し、こうした自家醸造ビールでは46–82 mg/Lに達する。

### 遺伝学
フェロポーチンをコードしているのは、SLC40A1遺伝子である。フェロポーチン/SLC40H1のエクソン6のQ248H多型はサブサハラアフリカ系にみられるが、コーカソイドにはみられない。
一方で、Q248Hが鉄過剰症の原因であるという決定的な証拠が得られているわけではない。この多型は原発性鉄過剰症のアフリカ系アメリカ人やアフリカ人の少数にみられるだけであり、患者家系における頻度も集団の頻度と同程度である。また、アフリカ系アメリカ人やアフリカ人において有意なリスク上昇とも関連していない。
一方、Q248Hが鉄供給に影響している可能性が示唆されている。鉄過剰症のアフリカ人家系のQ248H変異患者は平均赤血球容積（MCV）が低く、フェリチン濃度が高い。またホモ接合型Q248H変異マウスも類似した症状を示し、これらのマウスは通常の食餌で飼養した際にはではわずかな鉄負荷を示すのみであるが、鉄過剰食餌で飼養した場合には野生型よりも鉄蓄積の有意な増大がみられる。
アフリカ型鉄過剰症の原因は鉄分の過剰摂取とフェロポーチンの機能的変化が原因となっている可能性があるものの、Q248H変異の鉄過剰症の原因としての浸透率は低い可能性が高い。

### 肝細胞癌
肝臓の鉄の増加は肝細胞の酸化還元バランスの破綻によって慢性的な酸化ストレスをもたらし、DNA、タンパク質、脂質を損傷する。脂質の過酸化の増大は、鉄過剰症における肝細胞癌に寄与する重要な因子の1つであると考えられている。酸化ストレスは、オルガネラや細胞膜の不飽和脂肪酸の過酸化をもたらす。

## 診断
フェリチン濃度やトランスフェリン飽和度が上昇している場合には鉄過剰症が疑われるが、トランスフェリン飽和度の上昇を伴わずにフェリチン濃度が上昇している場合でも鉄過剰症の可能性を除外することはできない。こうした組み合わせは、フェロポーチンの機能喪失変異や無セルロプラスミン血症で観察される場合がある。フェリチン濃度の上昇は、病理的な鉄過剰を伴わない急性・慢性炎症過程でも観察される。
|                                | 正常範囲 | 単位  |
| ------------------------------ | -------- | ----- |
| フェリチン（男性）             | 12–300   | ng/mL |
| フェリチン（女性）             | 12–150   | ng/mL |
| トランスフェリン飽和度（男性） | 10–50    | %     |
| トランスフェリン飽和度（女性） | 15–50    | %     |

炎症疾患の徴候を伴わずフェリチン濃度の上昇（男性: 300 ng/mL（674 pmol/L）、女性: 200 ng/mL（449 pmol/L）以上）がみられる場合には、さらなる検査が必要である。トランスフェリン飽和度が正常範囲以上の場合にもさらなる検査が必要である。
アフリカ型鉄過剰症の患者では、組織のビタミンC欠乏の化学的エビデンスや軽度から中等度の肝機能障害が観察される可能性が高い。γ-GTP値の上昇も肝機能の異常のマーカーとして利用される場合がある。
|               | 正常範囲      | 単位         |
| ------------- | ------------- | ------------ |
| ビタミンC     | 0.2–2 11–114  | mg/dL μmol/L |
| γ-GTP（男性） | < 55.2 < 0.92 | U/L μkat/L   |
| γ-GTP（女性） | < 37.8 < 0.63 | U/L μkat/L   |

鉄過剰症の重症度は、いくつかの検査によって決定され、モニタリングが行われる。血清フェリチン濃度の測定は全身の鉄過剰状態の指標となる。肝生検では肝臓の鉄濃度が測定され、また肝臓の顕微鏡的検査が行われる。血清ヘプシジン濃度の測定も鉄過剰症の診断に有用である可能性がある。またMRIの信号低下によって鉄蓄積の程度を検出できる。MRIは、心臓、肝臓、下垂体内部の鉄蓄積の測定が可能である。特定の器官の鉄蓄積の状態が全身の鉄過剰状態を正しく反映しているわけではないことに留意が必要である。

## 治療
体内の鉄分量を低下させる治療を行う際には、患者のヘモグロビンの状態を考慮することが重要である。患者のヘモグロビン濃度が十分に高い場合には、瀉血が行われる。また、定期的な献血を推奨することもできる。患者のヘモグロビン濃度が低く瀉血を行えない場合には、特定の薬剤（鉄キレート剤）を用いた鉄の除去が必要となる可能性が高い。一部のケースでは、双方の治療が併用される可能性がある。

## 近年の研究
Q248H多型を有する人に特徴的な表現型は、存在したとしても小さなものである。Q248H多型を有する人（大部分はヘテロ接合型である）は野生型配列の人よりも血清フェリチン濃度が高い可能性が高い。ツメガエル卵母細胞やHEK293細胞で行われた研究では、Q248Hの細胞膜上での発現は野生型と同様であることが示されている。HEK293細胞では、Q248H型フェロポーチンは野生型と同様にヘプシジン-25の活性によってダウンレギュレーションされる。また、フェロポーチンを介したトランスフェリン受容体1の発現上昇もQ248Hでは野生型と同様にヘプシジンによって阻害される。このことは、Q248Hは軽度の臨床表現型と関係しているか、もしくは他の因子の存在下で鉄代謝障害が引き起こされることを示唆している。